# Berberodes campylophleps
Berberodes campylophleps är en fjärilsart som beskrevs av Dyar 1915. Berberodes campylophleps ingår i släktet Berberodes och familjen mätare. Inga underarter finns listade i Catalogue of Life.